# Kraj rozwinięty
     bardzo wysoki (kraj rozwinięty)
     wysoki (kraj rozwijający się)
     średni (kraj rozwijający się)
     niski (kraj słabo rozwinięty)
     brak danych
| 0,950 i powyżej 0,900–0,949 0,850–0,899 0,800–0,849 0,750–0,799 | 0,700–0,749 0,650–0,699 0,600–0,649 0,550–0,599 0,500–0,549 | 0,450–0,499 0,400–0,449 0,350–0,399 poniżej 0,350 brak danych |

Poziom rozwinięcia państw według liczby punktów WRS (2014):
bardzo wysoki (kraj rozwinięty)
wysoki (kraj rozwijający się)
średni (kraj rozwijający się)
niski (kraj słabo rozwinięty)
brak danych

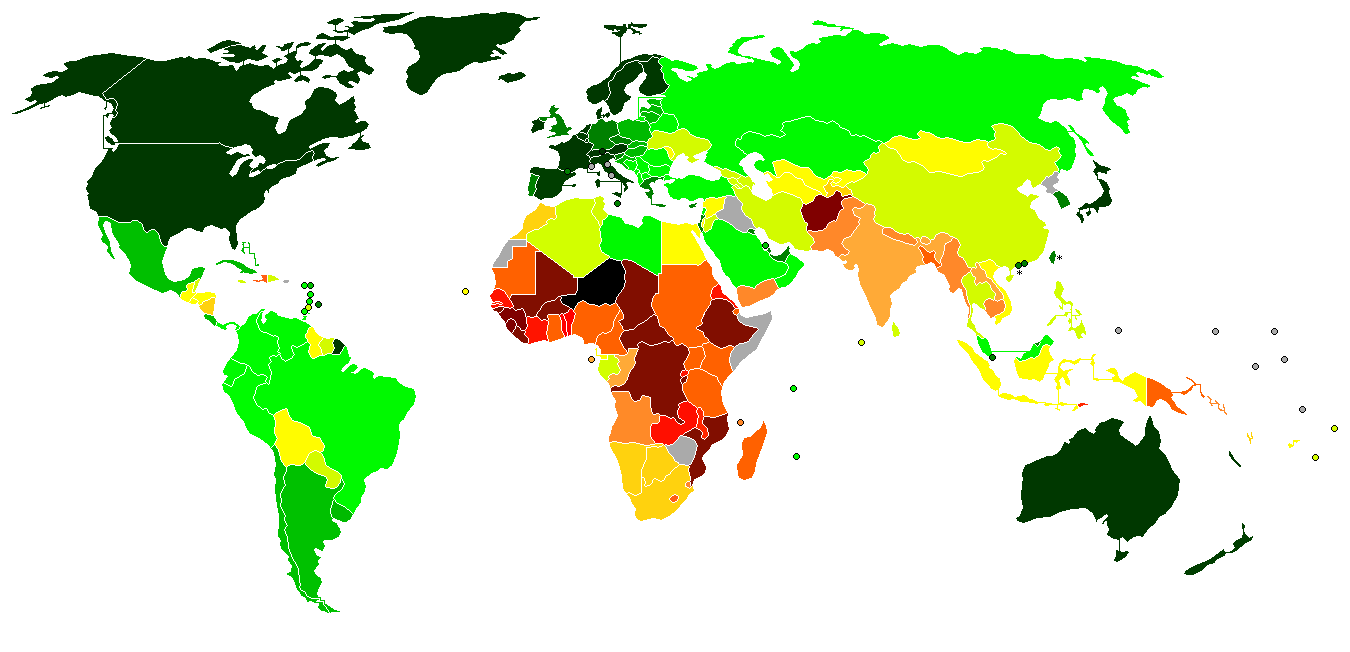
Wskaźnik rozwoju społecznego (2007, publikacja 05.10.2009)

Kraj rozwinięty – kraj o wysokim poziomie rozwoju, głównie gospodarczego.

## Kryteria
Nie ma powszechnie przyjętego kryterium uznania danego kraju za rozwinięty lub nie, ale głównymi wyznacznikami są PKB per capita oraz wskaźnik rozwoju społecznego (WRS).
Co roku publikowana jest lista państw ułożonych według poziomu rozwoju i podzielonych między cztery grupy rozwojowe: kraje bardzo wysoko rozwinięte (wśród nich Polska), kraje wysoko rozwinięte, kraje średnio rozwinięte i kraje słabo rozwinięte. Oceny kraju dokonuje się na podstawie analizy ogólnej państwa, przy czym najważniejszymi czynnikami branymi pod uwagę przy klasyfikacji państw do rankingu WRS są: edukacja, służba zdrowia, jakość życia i dochód per capita.
Istnieją także inne indeksy poza wskaźnikiem rozwoju społecznego, lecz ten jest najbardziej znany.

## Krytyka pojęcia
Teorii rozwoju, która dzieli świat na kraje rozwinięte i rozwijające się, przeciwstawia się teoria zależności. Podkreśla ona , że rozwój jednych państw odbywa się kosztem innych – rozwój i „niedorozwój” są ze sobą nierozerwalnie związane. Kraje rozwinięte, których gospodarki opierają się głównie na sektorze usług i technologii, czerpią korzyści z niskich kosztów produkcji oraz taniej siły roboczej w krajach rozwijających się. Istotną przyczyną nierówności między tymi dwoma grupami państw są dawne relacje kolonialne i neokolonialne. Potęga gospodarcza wielu rozwiniętych krajów została zbudowana na eksploatacji kolonii, polegającej na wykorzystaniu surowców naturalnych, taniej pracy, a nawet niewolnictwa, oraz na kierowaniu lokalnych gospodarek w taki sposób, aby służyły interesom metropolii.

## Określenia alternatywne
Jako alternatywy dla określenia „kraje rozwinięte” w 1980 roku Willy Brandt zaproponował określenie „globalna Północ” (w opozycji do „globalnego Południa”, czyli krajów o niższym wskaźniku rozwoju gospodarczo-społecznego), uważane za bardziej neutralne i mniej hierarchiczne, choć obejmuje ono nieco inną grupę krajów (np. według klasyfikacji Międzynarodowego Funduszu Walutowego w 2024 roku Polska należała do grupy krajów rozwijających się, ale według podziału Brandta należy ona do globalnej Północy). Równolegle do globalnego Południa/globalnej Północy funkcjonują też mniej popularne analogiczne określenia „większość świata/mniejszość świata” (albo „globalna większość/globalna mniejszość”), „centrum/peryferia”, „kraje dominujące/kraje podporządkowane”, „kraje uprzywilejowane/kraje nieuprzywilejowane”. Każdy podział świata na dwie kategorie bywa krytykowany za swoją arbitralność, uogólnienia oraz brak precyzji. Zwraca się uwagę, że różnorodność krajów świata uniemożliwia ich jednoznaczne przyporządkowanie do dwóch przeciwstawnych grup. Wskazuje się również, że takie klasyfikacje, niezależnie od ich nazewnictwa, nieuchronnie niosą ze sobą wartościowanie, tworząc podział na „lepszą” i „gorszą” część świata. Badacze postkolonialni dostrzegają w takich dualistycznych podziałach przedłużenie kolonialnej narracji o hierarchicznym układzie świata.